# Reino Paasilinna

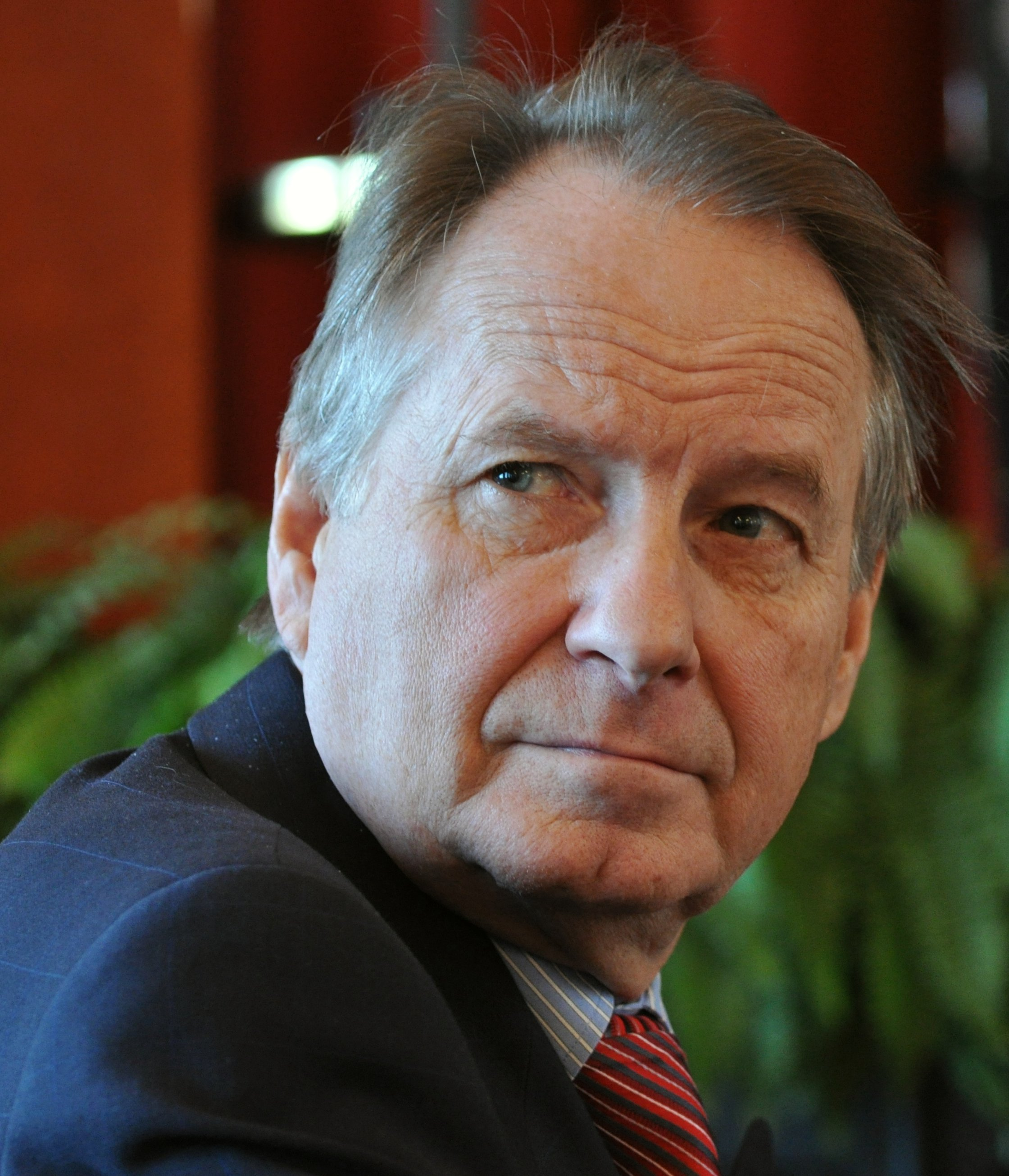
Reino Paasilinna (2009)

Reino Kalervo Paasilinna (* 5. Dezember 1939 auf dem Arktischen Ozean; † 21. Juli 2022) war ein finnischer Politiker.
Seine Familie stammte aus Petsamo und floh im Winterkrieg vor den sowjetischen Truppen auf der Aunus, einem Schiff, das sich zum Zeitpunkt seiner Geburt nahe der norwegischen Küste befand, ins finnisch-samische Kittilä. Seine Brüder sind die Autoren Erno Paasilinna, Arto Paasilinna und Mauri Paasilinna.
Reino Paasilinna saß von 1996 bis 2009 für die Sozialdemokratische Partei Finnlands, die Teil der SPE ist, im Europäischen Parlament. Dort war er Mitglied im Ausschuss für Industrie, Forschung und Energie. Er war stellvertretendes Mitglied im Ausschuss für Kultur und Bildung und der Delegation für Beziehungen zu den Ländern Mittelamerikas, außerdem Vize-Vorsitzender der Delegation des parlamentarischen Kooperationsausschusses EU und Russland.
Er starb am 21. Juli 2022 im Alter von 82 Jahren an den Folgen eines Parkinson-Syndroms.